# Antonio Miranda
Antonio Miranda (...) è un ex calciatore portoghese, di ruolo difensore.

## Carriera
Nativo del Portogallo, dal 1971 al 1972 è in forza ai canadesi del Montréal Olympique, club della North American Soccer League. Nelle due stagioni di militanza giocò 28 incontri ma, con la sua franchigia non riuscì mai a superare la fase gironi del torneo americano.